# 圖氏波魚
圖氏波魚（学名：Rasbora tubbi）為輻鰭魚綱鯉形目鯉科波魚屬的一個種，該物種分布於亞洲婆羅洲北部，體長可達10.3公分，棲息在中底層水域。